# Warcraft: Orcs & Humans
Warcraft: Orcs & Humans je strategická počítačová hra, vyvinutá a vydaná společností Blizzard Entertainment v roce 1994. První realtimovou strategií (ve formě jak je známe dnes) byla hra Dune II, ale Warcraft (spolu s Command & Conquer od Westwood Studios) se považuje za hru, která způsobila nárůst popularity tohoto žánru.
Odehrává se v království Azeroth, části fiktivního světa Warcraftu. Události v něm popsané se označují jako První Válka nebo Velká Válka.

## Hratelnost
Jako ve většině realtimových strategií své doby i Warcraft obsahoval dvě nepřátelské frakce, šlechetné lidí a kruté Orky. Warcraft byl jedinečný tím, že byl zasazen do fantazijního prostředí a obsahoval pro něj typické prvky včetně bojů nablízko a kouzlení. Podobně jako ve Warcraftu II, jednotky a budovy každé frakce mají svůj ekvivalent i u druhé frakce. S výjimkou některých kouzel je každá jednotka, mimo drobné rozdíly, stejná jako její protějšek. Například orkští kopiníci způsobují nepatrně více škody než lidští lukostřelci, ale mají také o něco omezenější dostřel.
Jediné jednotky, které nemají svůj protějšek ve hře, jsou démoni (vyvolávání orkskými Warlocky) a vodní elementálové (vyvolávaní lidskými kouzelníky). Oba jsou nejsilnější jednotky daných frakcí, avšak démoni jsou útočníci na blízko, přičemž mají více života a dělají větší škodu, a na druhé straně vodní elementálové jsou jednotky s jistým dostřelem. I když rozdíl je nepatrný, tyto jednotky poskytly něco, co se následně zachovalo v průběhu celé série a dodalo každé rase zvláštní specifikum: orkové mohli způsobit zkázu použitím nezranitelných démonů začarovaných kouzlem Unholy Armor, přičemž lidé mohli jednoduše projít kolem mohutné obrany použitím neviditelných vodních elementálů.
V prvním díle neexistují námořní ani letecké jednotky a hráč vidí, co se děje na libovolném místu na mapě, které dříve během bitvy navštívil.
Každá jednotka má svůj přímý protějšek, například rytíř za stranu lidí a jezdec na vlku za orky. Rasy se liší především seznamem kouzel, které dokáží seslat čarující jednotky, a dále některými parametry jednotek, jako je dostřel.
Některé scénáře v tažení dílu 1 mají charakter výpravy do podzemí, kdy není možno stavět další jednotky, takže hráč nesmí ztratit příliš mnoho z těch, se kterými začínal.

## Děj
Děj první hry série je vsazen do země zvané Azeroth. Jde o tzv. první válku, která začíná invazí orčí hordy pod vedením náčelníka Blackhanda do Azerothu skrze temný portál, který byl otevřen za pomocí lidského čaroděje Medivha, který byl v té době pod nadvládou zkaženého titána Sargerase. Nedlouho poté zahájila krvelačná horda své první přepady proti lidem v okolních močálech. Po nějakou dobu zůstaly tyto přepady pro lidi záhadou, ale i poté, co určili původce, považovali hordu za pouhou neorganizovanou smečku.
V průběhu války začaly hordy orků stupňovat tvrdost svých útoků. První zteč na pevnost Stormwind byla naprostým fiaskem, azerothská jízda orky rozmetala. Druhý útok byl úspěšný a obrátil Stormwind v popel, pomohlo tomu hlavně zabití krále Stormwindu vrahem. I přes tyto úspěchy však horda první válku prohrála; Blackhand Ničitel, tehdejší náčelník hordy a velitel vojenských operací, byl ve skutečnosti naprosto neschopný a byl pouze loutkou jiného orka, černokněžníka Gul'dana, který jeho prostřednictvím ovládal hordu. Gul’dan však ztratil kontrolu, když se telepaticky spojil s Medivhem a ten byl mezitím ve své věži Karazhan zabit svým učněm Khadgarem a Lotharem – prvním rytířem Azerothu. Medivhova smrt uvrhla Gul’dana do několikatýdenního kómatu, během kterého Blackhand selhal.

## Skryté bonusy
Jednotlivé postavy ve hře mají zábavné reakce, když se na ně opakovaně klikne. Tento skrytý bonus se zachoval ve všech následujících strategiích od Blizzardu, spolu s World of Warcraft.